# Go! En Vivo

Go! En Vivo é o primeiro show ao vivo do elenco da telenovela da Netflix, Go! Vive a Tu Manera. O evento foi iniciado em 20 de julho de 2019, em Buenos Aires, no Teatro Ópera. No total, foram 16 shows.

## Antecedentes
O espetáculo foi anunciado pela primeira vez no dia 11 de junho. Inicialmente, só teria uma única apresentação, que aconteceria no dia 20 de julho. Contudo, devido ao esgotamento rápido dos ingressos, foi anunciado mais um show, agora no dia 21 de julho. Depois foram adicionadas mais datas de apresentações: 25, 26, 27, 28, 30, 31, 01 e 02 de agosto. No dia 27, foi anunciado mais uma apresentação, no dia 03 de agosto.

## Elenco
- Pilar Pascual como Mía Cárceres
- José Giménez Zapiola como Álvaro Paz
- Renata Toscano como Lupe Achavál
- Santiago Saez como Juanma Portolesi
- Paulo Sanchez Lima como Simón
- Carmela Barsamián como Zoe Caletián
- Axel Muñiz como Gaspar
- Majo Cardozo como Agustina "Agus" Goméz
- Majo Chicar como Sofía "Sofí"
- Simón Hempe como Federico "Fede" Nacas
- Dani Rosado como Nicolás "Nico" Ferrari
- Manuel Ramos como Tobías Acera
- Carolina Domenech como Lola
- Ana Paula Pérez como Martina

## Set list
1. Intro
2. Just Feel It (Pilar Pascual)
3. Don’t Give Up (Axel Muñiz)
4. Pase Lo Que Pase (Pilar Pascual)
5. Go! Go! Go! (Renata Toscano)
6. Cheerleaders (Llegó La Hora) (Ana Paula, Caro Domenech, Majo Cardozo & Renata Toscano)
7. Siempre Van a Hablar (Pilar Pascual, Paulo Sanchez Lima, Carmela Barsamián, Majo Chicar & Manuel Ramos)
8. Tonight (Pilar Pascual & Axel Muñiz)
9. Hoy Se Encuentran a Las Tres (José Giménez Zapiola & Santiago Saez)
10. Si No Es Ahora Cuando (José Gimenez Zapiola, Santiago Saez, Paulo Sanchez Lima, Simón Hempe & Nico Rosado)
11. No Tú No (Renata Toscano, Majo Cardozo & Majo Chicar)
12. Si Te Atreves a Soñar (Pilar Pacual)
13. Você é Demais (Paulo Sanchez Lima & Carmela Barsamián)
14. Ya No Más (Pilar Pascual & Santiago Saez)
15. See You (Pilar Pascual & Renata Toscano)
16. Voy a Creer (José Giménez Zapiola)
17. Yo Soy Quién Soy (Pilar Pascual)
18. No Tengo Miedo de Amar (Elenco)
19. Ven Junto a Mí (Pilar Pascual & José Giménez Zapiola)
20. Somos Uno (Elenco)
21. Mashup Go (Elenco)

## Datas
| Data                    | Cidade         | País           | Local               | Núm. de Apresentações |
| América do Sul          | América do Sul | América do Sul | América do Sul      | América do Sul        |
| ----------------------- | -------------- | -------------- | ------------------- | --------------------- |
| 20 de julho de 2019     | Buenos Aires   | Argentina      | Teatro Orbis Seguro | 1                     |
| 21 de julho de 2019     | Buenos Aires   | Argentina      | Teatro Orbis Seguro | 1                     |
| 25 de julho de 2019     | Buenos Aires   | Argentina      | Teatro Orbis Seguro | 1                     |
| 26 de julho de 2019     | Buenos Aires   | Argentina      | Teatro Orbis Seguro | 1                     |
| 27 de julho de 2019     | Buenos Aires   | Argentina      | Teatro Orbis Seguro | 1                     |
| 28 de julho de 2019     | Buenos Aires   | Argentina      | Teatro Orbis Seguro | 1                     |
| 30 de julho de 2019     | Buenos Aires   | Argentina      | Teatro Orbis Seguro | 1                     |
| 31 de julho de 2019     | Buenos Aires   | Argentina      | Teatro Orbis Seguro | 2                     |
| 01 de agosto de 2019    | Buenos Aires   | Argentina      | Teatro Orbis Seguro | 1                     |
| 02 de agosto de 2019    | Buenos Aires   | Argentina      | Teatro Orbis Seguro | 1                     |
| 03 de agosto de 2019    | Buenos Aires   | Argentina      | Teatro Orbis Seguro | 1                     |
| 14 de setembro de 2019  | Rosario        | Argentina      | Ex Rural            | 1                     |
| 21 de setembro de 2019  | Buenos Aires   | Argentina      | Luna Park           | 1                     |
| 27 de setembro de 2019  | Córdoba        | Argentina      | Plaza de La Musica  | 1                     |
| 02 de novembro de 2019  | Montevideo     | Uruguai        | Teatro de Verano    | 1                     |
| 09 de novembro de 2019  | Lima           | Peru           | Jockey Club         | 1                     |
| 01 de dezembro de 2019  | Buenos Aires   | Argentina      | Luna Park           | 1                     |
| 08 de fevereiro de 2020 | Mar del Plata  | Argentina      | Helena Beach        | 1                     |
| 29 de fevereiro de 2020 | Santiago       | Chile          | Teatro Caupolicán   | 1                     |